# A Classic Horror Story
Pour plus de détails, voir Fiche technique et Distribution.
A Classic Horror Story est un film d'épouvante italien réalisé par Roberto De Feo et Paolo Strippoli et sorti en 2021.

## Synopsis
Cinq personnes font du covoiturage dans un camping-car pour atteindre une destination commune en Calabre. Le propriétaire du camping-car, Fabrizio (un Calabrais passionné de cinéma), documente le voyage à l'aide d'articles sur les réseaux sociaux, en ennuyant l'un des passagers, le médecin Riccardo. Les autres passagers sont un jeune couple en vacances (Mark, anglais, et Sofia, ukrainienne) et une jeune fille enceinte sur le point d'avorter (Elisa). Pendant la nuit, alors que ce n'est plus Fabrizio qui conduit mais Mark (qui a bu de la bière et continue à en boire en conduisant), les garçons s'écrasent contre un arbre (pour éviter une chèvre morte sur l'asphalte) et perdent connaissance. Lorsqu'ils se réveillent, la route qu'ils empruntaient a disparu et ils se retrouvent dans une clairière avec une maison en bois près d'une épaisse forêt. Mark est blessé à la jambe et, pendant que les autres explorent les environs, il est contraint de rester dans le camping-car, tantôt seul, tantôt avec sa petite amie Sofia. Riccardo et Fabrizio cherchent un moyen de sortir, mais ils tombent sur des marionnettes ensanglantées et des têtes d'animaux fraîchement coupées : ceci, combiné aux peintures de trois mystérieux personnages qu'ils trouvent dans la maison, rappelle à Fabrizio l'histoire d'Osso, Mastrosso et Carcagnosso, une légende d'horreur qu'on lui a racontée quand il était enfant et qu'il raconte à ses compagnons d'aventure. Cette histoire concerne un rituel paysan impliquant le sacrifice de trois personnes. L'une d'entre elles s'est fait crever les yeux, tandis que les deux autres se sont fait couper respectivement la langue et les oreilles.
Cette nuit-là, alors que les autres se cachent dans le grenier de la maison après avoir vu de sinistres silhouettes masquées, Mark est enlevé du camping-car à l'intérieur de la maison par ces mêmes personnes, qui le torturent et le tuent de façon barbare. Les quatre survivants trouvent une petite fille muette (dont la langue a apparemment été coupée) enfermée dans une cage de paille dans le grenier : Elisa décide de s'occuper d'elle. Peu de temps après, une querelle oppose l'ensemble du groupe, en particulier Sofia et Riccardo, à propos de la mort de Mark. Soudain, le camping-car dans lequel le groupe voyageait disparaît dans la nature : le groupe retrouve cependant une de leurs bières, qu'ils consomment ce soir-là, entre bavardages et histoires joviales. Riccardo révèle qu'il a perdu son travail de médecin à cause d'une erreur qui a coûté la vie à un patient, tandis que Fabrizio fait une plaisanterie en associant les Italiens méridionaux et la mafia. Un peu plus tard dans la nuit, tout le monde se fera massacrer, à l'exception de Fabrizio et d'Elisa.
Elisa comprend que si elle ne s'est pas réveillée malgré le bruit, c'est qu'il y avait peut-être un stupéfiant dans la bière : elle commence donc à soupçonner Fabrizio, qui serait en fait le complice des tueurs. La jeune fille est enlevée et elle se réveille le matin à la tête d'une grande table, les mains clouées aux accoudoirs d'un fauteuil roulant. La table est dominée par une mafieuse, qui est aussi la mère de Fabrizio. La femme lui révèle que c'est le seul moyen de subvenir aux besoins de ses « enfants », car « la mafia n'est plus ce qu'elle était ». Elle est ensuite emmenée dans une salle de contrôle, où elle découvre que tous les événements auxquels elle a été confrontée ont été enregistrés par des caméras cachées et une équipe de production qui supervise tout. Fabrizio révèle qu'il réalise un snuff movie amateur, en essayant de créer une histoire d'épouvante classique. Après s'être libérée, Elisa se promène dans le camp de l'équipe de production du film.
Elle découvre que Chiara est toujours en vie, qu'elle est actrice et sœur du réalisateur Fabrizio. Elisa les surprend en train de discuter des prochaines étapes de l'enregistrement dans une caravane. Il s'avère que le maire local fait partie de la 'Ndrangheta, la mafia calabraise, et qu'il est le commanditaire de son film. Lorsque Chiara sort du véhicule, Elisa la tue avec un fusil de chasse. Elle tire ensuite une balle dans la jambe de Fabrizio, qui demande grâce, mais Elisa le tue également, en enregistrant tout avec une caméra portable. Elle découvre une sortie de la forêt à travers une clôture, qui indique faussement que la forêt est une zone militaire restreinte. Couverte de sang, elle émerge de la forêt sur une plage, enregistrée par des baigneurs sur leur téléphone portable alors qu'elle s'enfonce dans les eaux comme pour effacer ce qu'elle vient de vivre.
Dans une scène après le générique, on voit que le film tourné par la mafia a été vendu au service de streaming BloodFlix sous le titre A Classic Horror Story. Un usager mécontent se connecte au réseau Tor (ce qui laisse supposer que la plateforme se trouve dans le Web profond) et le désapprouve, tandis que d'autres usagers dénoncent la qualité douteuse du film, sans savoir que les événements filmés sont réels.

## Fiche technique
- Titre original : A Classic Horror Story[1]
- Réalisation : Roberto De Feo, Paolo Strippoli
- Scénario : Roberto De Feo, Paolo Strippoli, Milo Tissone, David Bellini, Lucas Asmaron, Lucio Besana
- Photographie : Emanuele Pasquet
- Montage : Federico Palmerini
- Musique : Massimiliano Mechelli
- Décors : Roberto Caruso
- Costumes : Sabrina Beretta
- Production : Maurizio Totti, Alessandro Usai
- Société de production : Colorado Film
- Pays de production :  Italie
- Langue originale : italien
- Format : couleur - 2,00:1 - Son Dolby Digital
- Genre : film d'épouvante
- Durée : 95 minutes
- Dates de sortie : 
  - Italie : 1er juillet 2021 (Festival du film de Taormine)
  -  : 14 juillet 2021 (vidéo à la demande)

## Distribution
- Matilda Lutz (sous le nom de « Matilda Anna Ingrid Lutz ») : Elisa
- Francesco Russo : Fabrizio
- Peppino Mazzotta (it) : Riccardo
- Will Merrick : Mark
- Yuliia Sobol : Sofia
- Alida Baldari Calabria (it) : Chiara
- Justin Korovkin : Samuel
- Cristina Donadio (it) : Carmela Casciello
- Francesca Cavallin (it) : Femme disparue

## Production

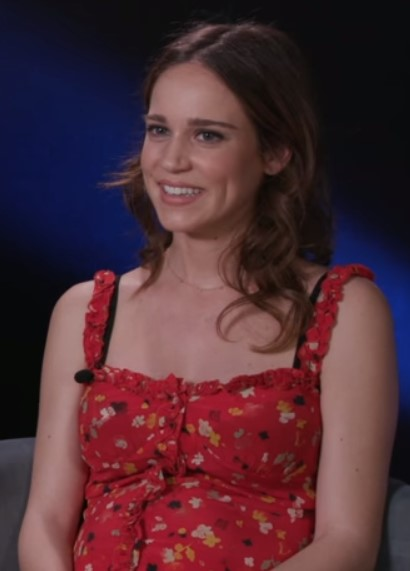
L'actrice principale Matilda Lutz interprète Elisa.

Le cinéaste italien Roberto De Feo a travaillé pendant plusieurs années sur le film d'épouvante A Classic Horror Story, qui devait donner une tournure originale à une histoire stéréotypée. Il s'est notamment inspiré d'œuvres telles que Evil Dead (1981), Mysery (1990) et Midsommar (2019). Après l'acquisition des droits du film par la société de production Colorado Film, située à Milan, le réalisateur a cherché des investisseurs pendant six ans avant que Netflix n'accepte de financer le projet. La société américaine de vidéo à la demande voulait commencer à produire A Classic Horror Story dès la sortie du Domaine, le précédent film de De Feo sorti en 2019, mais le réalisateur n'était pas disponible à ce moment-là. À la place, De Feo a proposé Paolo Strippoli pour le poste de réalisateur, qui a fait ses débuts de réalisateur avec le film. Strippoli a également participé au scénario et a réécrit l'intégralité du troisième acte ; il y a eu au total 12 versions du scénario, dans lesquelles le personnage principal, Elisa, mourait à la fin la plupart du temps. Lorsque le projet fut repoussé, De Feo revint au film et le co-réalisa avec Strippoli. Outre l'actrice principale Matilda Lutz, la distribution comprenait Francesco Russo, Peppino Mazzotta, Yuliia Sobol, Will Merrick, Alida Baldari Calabria et Cristina Donadio.
Le tournage avec le chef opérateur Emanuele Pasquet devait initialement débuter en avril 2020, mais a dû être reporté en raison de la pandémie du Covid-19. L'équipe de production a profité de cette pause forcée pour retravailler le scénario. Le tournage a finalement eu lieu à l'été 2020 pendant cinq semaines à Rome et dans les Pouilles, dans des paysages aussi semblables que possible à ceux de la Calabre. La maison centrale de l'intrigue a été construite en quatre semaines par le chef décorateur Tiberio Carporossi et son équipe dans une clairière de Manziana et devait se distinguer des chalets de montagne classiques par un toit pointu avec des fenêtres en losange. L'équipe des effets spéciaux, dirigée par Andrea Leanza et Federica Castelli, a conçu pour Osso, Mastrosso et Carcagnosso environ 85 masques en plastique peints à l'acrylique, qui devaient faire passer les gens normaux pour des entités surnaturelles dans le style de Jason Voorhees ou Michael Myers. Leanza et Castelli supervisaient également la création de cinq têtes d'animaux en silicone faites à la main. Le budget du film s'élevait à environ trois millions de dollars américains.
La musique du film est signée Massimiliano Mechelli, qui a intégré des sons d'ambiance dans sa bande-son et a voulu créer le plus grand contraste possible avec ceux-ci en utilisant des instruments. Les réalisateurs De Feo et Strippoli ont accordé une grande place à la musique dans le film, en utilisant entre autres des chansons de Gino Paoli et Sergio Endrigo.

## Exploitation
Un premier teaser est sorti le 21 mai 2021, suivi d'une bande-annonce le 16 juin de la même année. A Classic Horror Story a été présenté en avant-première mondiale le 1er juillet 2022 au Festival du film de Taormine puis il est diffusé sur Netflix dans le monde entier dès 14 juillet,. Au cours de la semaine de lancement, le film a été la troisième production la plus regardée au monde sur Netflix ; au total, A Classic Horror Story est la troisième production italienne la plus populaire du fournisseur.

### Accueil critique
La presse italienne a accueilli A Classic Horror Story avec une grande bienveillance, le qualifiant parfois de « révolution du cinéma d'épouvante italien », alors que pendant des années, seules des productions à petit budget avaient vu le jour. Le film s'inspire certes fortement des représentants américains du genre, mais intègre également dans l'histoire le folklore italien sur la naissance de la mafia. Le critique de film Tommaso Tocci explique à ce sujet que la tradition historique et culturelle italienne peut être utilisée comme source de cinéma d'épouvante, mais qu'elle n'est utilisée que de manière limitée dans la production globale de Netflix. Carola Proto de Comingsoon.it loue le raffinement visuel et stylistique du film ainsi que son souci du détail. Certes, A Classic Horror Story est assez cliché au début et fait surtout référence au cinéma d'horreur italien des années 1970 et 1980, mais il offre dans le dernier acte un « retournement grandiose » qui montre le brio du scénario. Les réalisateurs Roberto De Feo et Paolo Strippoli joueraient ainsi avec les attentes du genre et montreraient que la réalité peut être bien plus cruelle que n'importe quelle fiction.